# Wim Koevermans
Wim Koevermans (Vlaardingen, 1960. június 28. –) Európa-bajnok holland labdarúgó, hátvéd, edző.

## Pályafutása

### Klubcsapatban
1978 és 1980 között az  FC Vlaardingen labdarúgója volt. 1980-ban szerződött a Fortuna Sittardhoz, ahol nyolc szezont töltött el. 1988 és 1990 között az FC Groningen csapatában szerepelt. 1990-ben vonult vissza az aktív labdarúgástól.

### A válogatottban
1988-ban egy alkalommal szerepelt a holland válogatottban. Tagja volt az 1988-as Európa-bajnok csapatnak.

### Edzőként
1990-ben utolsó klubjánál, az FC Groningennél lett segédedző, majd az 1993–94-es idényben vezetőedző. 1994 és 1996 között a Roosendaal, 1996-97-ben a N.E.C., 1998 és 2001 között az MVV Maastricht szakmai munkáját irányította. 2002 és 2008 között a holland ifjúsági válogatott szövetségi kapitánya volt. 2008 és 2014 között külföldön tevékenykedett. 2008 és 2012 között az ír válogatottnál igazgatóként dolgozott. 2010-ben ír U21-es csapat megbízott vezetőedzője volt. 2012 és 2014 között az indiai válogatott szövetségi kapitánya volt.

## Sikerei, díjai
Hollandia
- Európa-bajnokság
  - aranyérmes: 1988, NSZK

## Statisztika

### Mérkőzése a holland válogatottban
| Hollandia | Hollandia       | Hollandia                     | Hollandia | Hollandia | Hollandia | Hollandia  | Hollandia | Hollandia |
| #         | Dátum           | Helyszín                      | Hazai     | Eredmény  | Vendég    | Kiírás     | Gólok     | Esemény   |
| --------- | --------------- | ----------------------------- | --------- | --------- | --------- | ---------- | --------- | --------- |
| 1.        | 1988. május 24. | Rotterdam, Feijenoord Stadion | Hollandia | 1 – 2     | Bulgária  | barátságos | -         | 61'       |
|           | Összesen        |                               |           | 1         | mérkőzés  |            | 0         | gól       |